# Juan Carlos Lo Bello
Juan Carlos Lo Bello (Santa Fe, 6 de septiembre de 1949 - 10 de febrero de 2017) fue un futbolista argentino; se desempeñaba como mediocampista y su primer club fue Colón. Su apodo era Teté

## Carrera
Defendió la casaca de Colón durante cuatro temporadas, totalizando 96 partidos jugados y 6 goles convertidos. Prosiguió su carrera con breves pasos por Rosario Central  y All Boys, para llegar en 1973 a Olhanense de Portugal, club en el que es muy bien recordado, ya que jugó dos temporadas en el mismo (43 partidos y 4 goles) y fue el autor del gol con el que su equipo venció por primera vez en la historia a Sporting de Lisboa. Luego jugó por Universidad de Chile y cerró su carrera en San Martín de Tucumán.

## Clubes
| Club                 | País      | Año       |
| -------------------- | --------- | --------- |
| Colón                | Argentina | 1968-1971 |
| Rosario Central      | Argentina | 1972      |
| All Boys             | Argentina | 1973      |
| Olhanense            | Portugal  | 1973-1975 |
| Universidad de Chile | Chile     | 1975      |
| San Martín (Tucumán) | Argentina | 1978      |

## Muerte
"Teté" Lo Bello falleció en la ciudad de Santa Fe, Argentina a los 67 años.